# Sensbachtal

Wappen von Sensbachtal

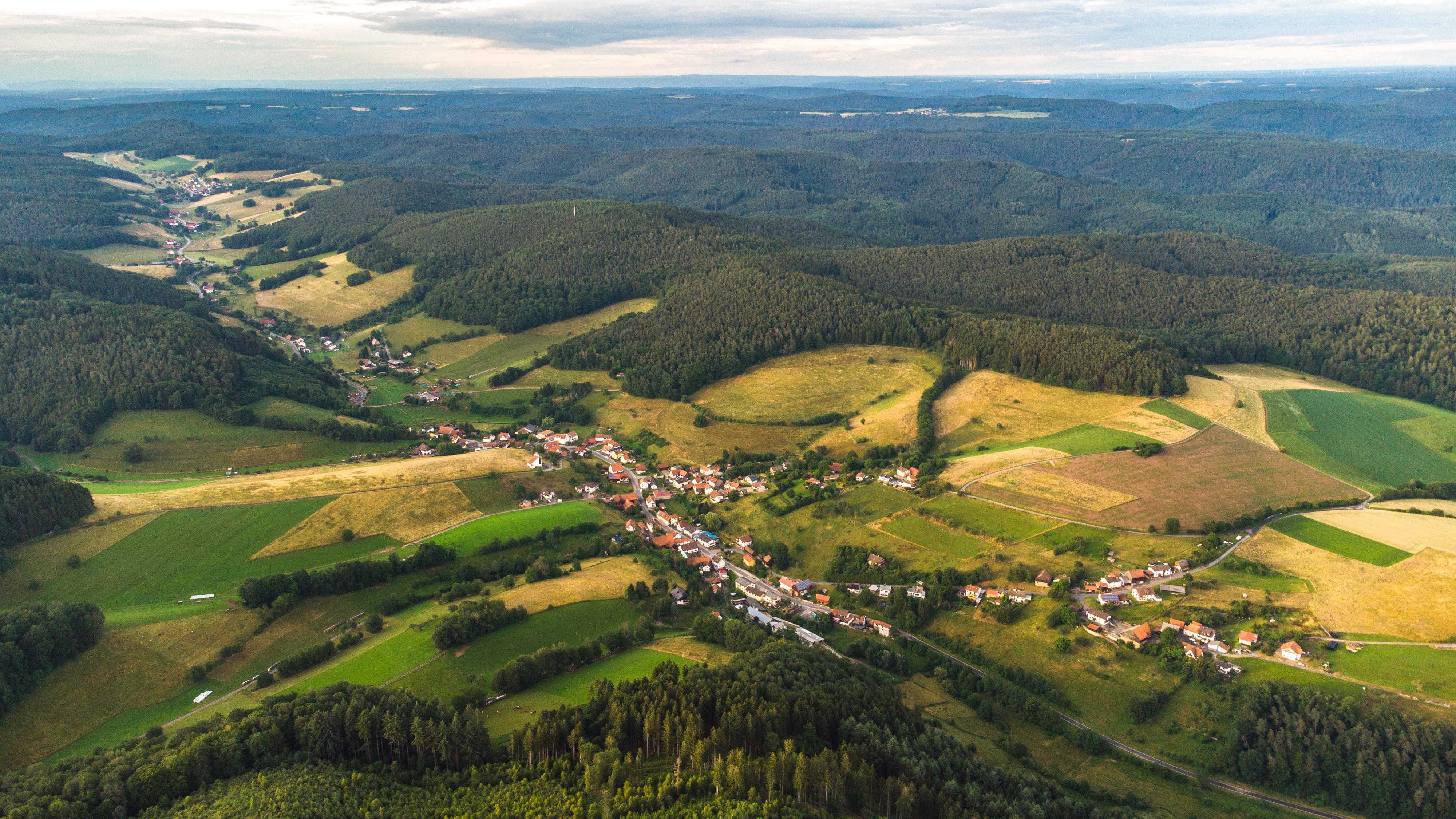
Sensbachtal

Sensbachtal war eine Gemeinde im Odenwaldkreis in Hessen mit zuletzt 944 Einwohnern (Stand: 31. Dezember 2015) auf 33,94 km². Durch den Zusammenschluss der Stadt Beerfelden mit den Gemeinden Hesseneck, Rothenberg und Sensbachtal zur Stadt Oberzent am 1. Januar 2018 wurde Sensbachtal aufgelöst.

## Geographie

### Geographische Lage

Lage der ehemaligen Gemeinde im Odenwaldkreis

Sensbachtal lag in 300 bis 550 Meter Höhe im südlichen Odenwald auf einer Fläche von 33,94 Quadratkilometern und dem Geo-Naturpark Bergstraße-Odenwald, zehn Kilometer von Eberbach am Neckar entfernt. Die Teilorte von Sensbachtal reihten sich in dem Tal auf, das der Sensbach von Nord nach Süd bis zur hessischen Landesgrenze in den Buntsandstein-Odenwald gegraben hat und das auf der Westseite von der Sensbacher Höhe begleitet wird.

### Nachbargemeinden
Sensbachtal grenzte im Osten an die Gemeinde Hesseneck (Odenwaldkreis), im Süden an die Stadt Eberbach (Rhein-Neckar-Kreis in Baden-Württemberg) sowie im Westen und Norden an die Stadt Beerfelden (Odenwaldkreis).

### Gliederung
Die Gemeinde bestand aus den Ortsteilen Hebstahl, Ober-Sensbach und Unter-Sensbach.

## Geschichte
Die Gemeinde entstand am 1. Februar 1971 im Zuge der Gebietsreform in Hessen durch den freiwilligen Zusammenschluss der bis dahin selbständigen Gemeinden Hebstahl, Ober-Sensbach und Unter-Sensbach. Sitz der Gemeindeverwaltung war Unter-Sensbach.
In zentraler Lage sind in Unter-Sensbach Rathaus, Feuerwehrhaus, Sporthalle und ein zweigruppiger Kindergarten entstanden.
Sinkende Einwohnerzahlen und wirtschaftliche Gründe führten zu Bestrebungen, die Gemeinden Hesseneck, Beerfelden, Rothenberg und Sensbachtal zum 1. Januar 2018 zu einer Kommune mit dem Namen Oberzent zusammenzuschließen. In Bürgerentscheiden am 6. März 2016 stimmten die Bürger der vier Gemeinden jeweils mehrheitlich dafür. Bei einer Abstimmungsbeteiligung von 65,2 % betrug in Sensbachtal die Mehrheit 71,3 % der abstimmenden Bürger. Die Postleitzahl 64759 für Sensbachtal wurde mit dem Zusammenschluss obsolet.

## Einwohnerentwicklung
Die Einwohnerzahl der Gemeinde entwickelte sich im Lauf der Zeit wie folgt (soweit nicht anders vermerkt, entnommen aus den Publikationen des Hessischen Statistischen Landesamtes):
| Monat und Jahr | Einwohnerzahl |  | Monat und Jahr | Einwohnerzahl |
| Juni 1976      | 1026          |  | Dezember 2012  | 957           |
| Dezember 2009  | 991           |  | Dezember 2013  | 959           |
| Dezember 2010  | 983           |  | Dezember 2014  | 947           |
| Dezember 2011  | 967           |  | Dezember 2015  | 944           |

## Politik

### Ehemalige Gemeindevertretung
Die Gemeindeauflösung am 31. Dezember 2017 wurde von der Gemeindevertretung beschlossen, die aus der Kommunalwahl am 6. März 2016 hervorging. Diese lieferte folgendes Ergebnis, in Vergleich gesetzt zu früheren Kommunalwahlen:
| Sitzverteilung in der Gemeindevertretung 2016Insgesamt 11 Sitze - GFW/ÜWS: 11 | Wahl- jahr | Wahl- beteili- gung | Es entfielen auf die Wahlvorschläge von | Es entfielen auf die Wahlvorschläge von | Es entfielen auf die Wahlvorschläge von | Es entfielen auf die Wahlvorschläge von | Es entfielen auf die Wahlvorschläge von | Es entfielen auf die Wahlvorschläge von | Es entfielen auf die Wahlvorschläge von | Es entfielen auf die Wahlvorschläge von |
| Sitzverteilung in der Gemeindevertretung 2016Insgesamt 11 Sitze - GFW/ÜWS: 11 | Wahl- jahr | Wahl- beteili- gung | GFW/ÜWS                                 | GFW/ÜWS                                 | DS                                      | DS                                      | BVS                                     | BVS                                     | Insgesamt                               | Insgesamt                               |
| Sitzverteilung in der Gemeindevertretung 2016Insgesamt 11 Sitze - GFW/ÜWS: 11 | Wahl- jahr | %                   | %                                       | Sitze                                   | %                                       | Sitze                                   | %                                       | Sitze                                   | %                                       | Sitze                                   |
| Sitzverteilung in der Gemeindevertretung 2016Insgesamt 11 Sitze - GFW/ÜWS: 11 | 2016       | 64,8                | 100,0                                   | 11                                      | —                                       | —                                       | —                                       | —                                       | 100                                     | 11                                      |
| Sitzverteilung in der Gemeindevertretung 2016Insgesamt 11 Sitze - GFW/ÜWS: 11 | 2011       | 50,7                | 100,0                                   | 11                                      | —                                       | —                                       | —                                       | —                                       | 100                                     | 11                                      |
| Sitzverteilung in der Gemeindevertretung 2016Insgesamt 11 Sitze - GFW/ÜWS: 11 | 2006       | 52,0                | 100,0                                   | 15                                      | —                                       | —                                       | —                                       | —                                       | 100                                     | 15                                      |
| Sitzverteilung in der Gemeindevertretung 2016Insgesamt 11 Sitze - GFW/ÜWS: 11 | 2001       | 72,5                | 65,6                                    | 10                                      | 22,8                                    | 3                                       | 11,6                                    | 2                                       | 100                                     | 15                                      |
| Sitzverteilung in der Gemeindevertretung 2016Insgesamt 11 Sitze - GFW/ÜWS: 11 | 1997       | 81,8                | 64,5                                    | 10                                      | 23,3                                    | 3                                       | 12,3                                    | 2                                       | 100                                     | 15                                      |

Seit 2006 fanden entsprechend den Bestimmungen des Hessischen Kommunalwahlgesetzes die Wahlen nach den Grundsätzen der Mehrheitswahl statt, da nur jeweils ein Wahlvorschlag vorlag. Für die Wahlen 2011 wurde die Zahl der zu wählenden Gemeindevertreter von 15 auf 11 vermindert. Gleichwohl umfasste 2016 die einzige Vorschlagsliste der GFW/ÜWS nur 8 Kandidaten, sodass die Wähler auch nach dem Verfahren der Mehrheitswahl keine wirkliche Wahl zwischen den Kandidaten hatten.

### Bürgermeister
Nach der hessischen Kommunalverfassung ist der Bürgermeister Vorsitzender des Gemeindevorstands, dem in der Gemeinde Sensbachtal neben dem Bürgermeister zwei ehrenamtliche Beigeordnete angehörten. Letzter Bürgermeister war seit  1. Januar 2008 bis zur Auflösung der Gemeinde Egon Scheuermann (parteilos). Er wurde am 22. September 2013 mit 91,3 % der Stimmen wiedergewählt. Sein direkt gewählter Amtsvorgänger war
- 1990 bis 2007 Manfred Heiss.[14]

### Wappen und Flagge
Wappen
| Wappen von Sensbachtal | Blasonierung: „In Grün und Rot gewellter silberner Schräglinksbalken, begleitet oben von einem silbernen Wagenrad, unten von 3 silbernen Sternen.“                        |
| Wappen von Sensbachtal | Das Wappen wurde der Gemeinde Sensbachtal am 5. Februar 1981 vom Hessischen Innenministerium genehmigt. Gestaltet wurde es durch den Bad Nauheimer Heraldiker Heinz Ritt. |

Flagge

Die Flagge wurde der Gemeinde am 12. Mai 1986 durch das Hessische Innenministerium genehmigt und wird wie folgt beschrieben:
„Auf rot/grüner Flaggenbahn, belegt mit einem weißen Mittelstreifen in der oberen Hälfte aufgelegt das Gemeindewappen.“

## Kultur und Sehenswürdigkeiten
- Ehemalige Zehntscheuer
- Friedhof mit Kapelle, erbaut zu Beginn des 30-jährigen Krieges, was an der Eingangsbogen eingemeißelten Jahreszahl "1619" zu erkennen ist. Aus dieser Zeit stammen auch die ältesten Teile der Einfriedungsmauer.

## Verkehr
Die B 45 (Hanau–Eberbach) wird nach etwa acht Kilometern erreicht.